# Salzburger Landes-Hypothekenbank
Die Salzburger Landes-Hypothekenbank AG oder auch HYPO Salzburg war bis Anfang September 2021 eine eigenständige österreichische Bank mit Sitz im Bundesland Salzburg. Seit der Fusionierung der Landes-Hypothekenbank Salzburg AG und der Raiffeisenlandesbank OÖ vom 10. September 2021 ist Hypo Salzburg eine Marke der Raiffeisenlandesbank Oberösterreich.

## Rechtliche Grundlagen

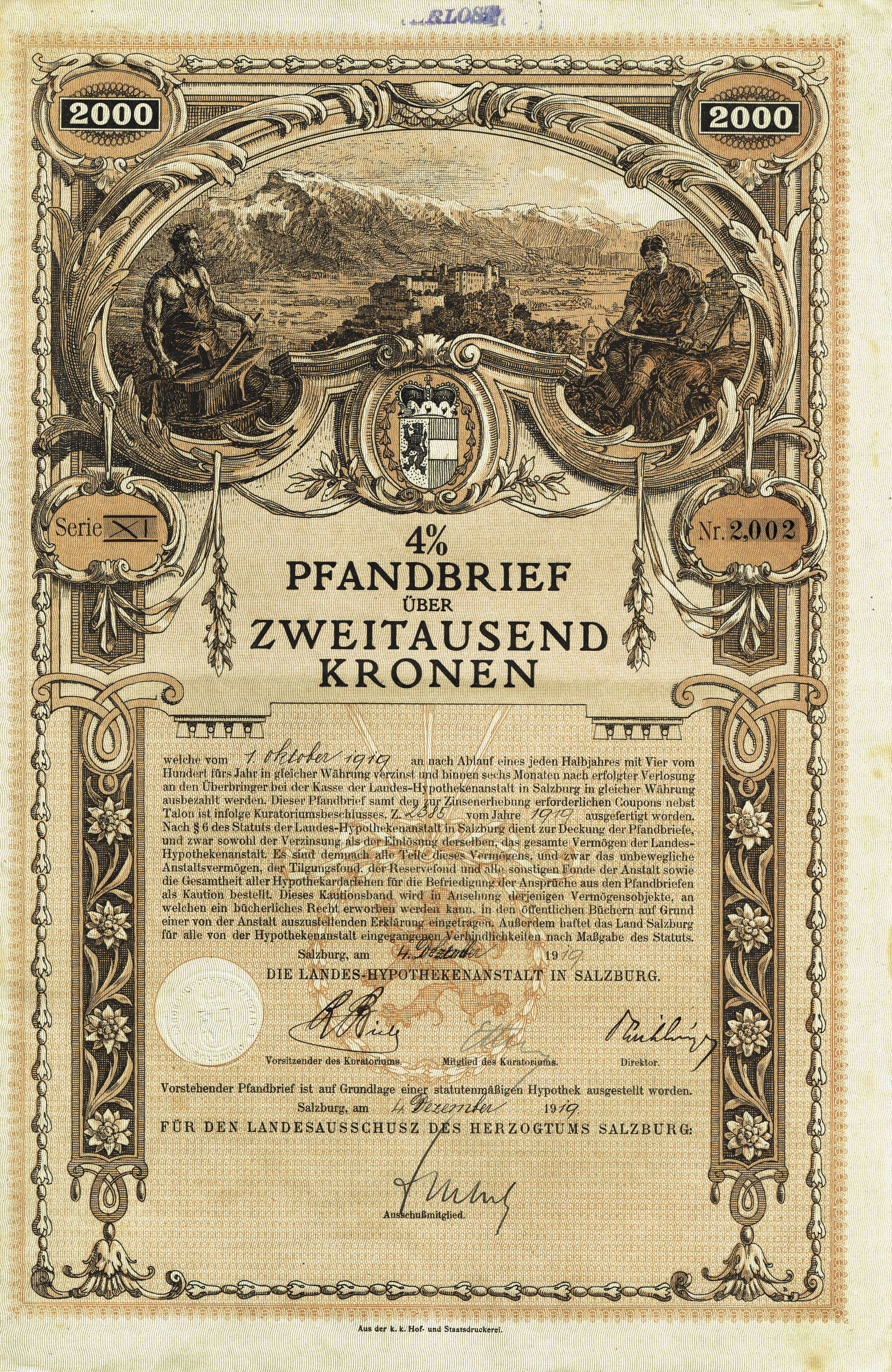
4-%-Pfandbrief über 2000 Kronen der Landes-Hypothekenanstalt in Salzburg vom 4. Dezember 1919

Die im Jahr 1909 als Salzburger Landes-Hypothekenanstalt gegründete Salzburger Landes-Hypothekenbank wurde im Jahr 1992 in eine Aktiengesellschaft eingebracht. Bis zum 16. Dezember 1998 war alleiniger Aktionär die nach LGBl. 20/1992 bestehende Salzburger Landes-Holding. Im Jahr 2005 wurde die Salzburger Landes-Holding durch das LGBl. 56/2005 aufgehoben und deren Aktien-Anteile an der Bank im Wege der Gesamtrechtsnachfolge der neu gegründeten Land Salzburg Beteiligungen GmbH (vormals Salzburger Beteiligungsverwaltungs GmbH) übertragen, deren alleiniger Gesellschafter das Land Salzburg ist. Seit dem 17. Dezember 1998 gibt es mehrere Aktionäre.
Seit Mitte des Jahres 2003 ergeben die direkten und indirekten Beteiligungsansätze zusammengerechnet eine klare Stimmrechtsmehrheit der Raiffeisenlandesbank Oberösterreich Aktiengesellschaft.
2020 hat die Raiffeisenlandesbank OÖ alle Geschäftsanteile an der Hypo Salzburg erworben und damit den Grundstein für eine gemeinsame Zukunft gelegt. Nach Beschlussfassung in den Gremien beider Aktiengesellschaften wurde am 5. Mai 2021 der Zusammenschlussvertrag von beiden Banken unterfertigt und per 10. September 2021 umgesetzt. Die Verschmelzung erfolge auf Basis des Jahresabschlusses zum 31. Dezember 2020 als Schlussbilanz. Seit September 2021 ist Hypo Salzburg eine Marke der RLB.